# Діалог (газета)
«Діало́г» — щотижнева газета Кременецької районної ради та Кременецької РДА (від січня 1992 р.).

## Історія
Заснована у вересні 1939 року як орган районного комітету КП під назвою «Сталінським шляхом», від вересня 1956 року — «Промінь комунізму», від квітня 1962 — «Прапор перемоги».
Виходить раз на тиждень. Наклад у 2003 році — понад 3000 примірників.

## Тематика
Основна тематика «Діалогу» — соціально-економічні проблеми, історія, культура, суспільно-політичне життя, краєзнавство, сторінка для жінок «Любисток» та інші.

## Редактори
- Петро Величко (від кінця 1950-х до 1978)
- Михайло Баліцький (1978—1993)
- Віктор Хмілецький (від грудня 1995)

## Журналісти
У редакції газети в різні роки працювали журналісти Михайло Куза, фотокореспондент Петро Данилюк.

## Автори
У газеті друкувалися кременецькі письменники Валентина Адамович, Борис Харчук.